# Труженик (Пензенская область)
Труженик — посёлок в Мокшанском районе Пензенской области. Входит в состав Юровского сельсовета.

## География
Находится в северной части Пензенской области на расстоянии приблизительно 7 км на юг-юго-восток от районного центра поселка Мокшан.

## История
Основан как инфраструктура производственного объекта (свиноферма) совхоза «Мирный» в середине XX века. Переименован в 1990 году. В 2004 году 32 хозяйства.

## Население
Численность населения: 55 человек (1979 год), 75 (1989), 102 (1996). Население составляло 86 человек (русские 92 %) в 2002 году, 86 в 2010.